# Jorge Añazco
Jorge Añazco Castillo (Loja) fue un militar y político ecuatoriano, primer prefecto provincial de Sucumbíos y uno de los fundadores de la ciudad de Nueva Loja.

## Trayectoria
Durante su tiempo como recluta en la Guerra del 41 fue nombrado secretario de la tenencia La Bonita, un sector ubicado en la actual provincia de Sucumbíos. Continuó viajando con cierta regularidad al sector hasta que la empresa petrolera Texaco descubrió el primer pozo petrolero de Ecuador cerca del sitio, en 1967. Seguidamente volvió a su natal Loja, que en ese entonces sufría de una dura sequía, y organizó a 200 familias con las que fue a colonizar el sector en Sucumbíos, fundando la ciudad de Nueva Loja el 26 de diciembre de 1969.
Posteriormente fue de uno de los gestores del proceso de provincialización de Sucumbíos, convirtiéndose en 1989 en su primer prefecto.
Su última participación política fue en las elecciones de 1997, siendo elegido representante de Sucumbíos en la Asamblea Constituyente de 1997 por el Frente Radical Alfarista.